# Margaridisa genalis
Margaridisa genalis es una especie de insecto coleóptero de la familia Chrysomelidae. Fue descrita científicamente en 1978 por Bechyne & Springlova de Bechyne.